# Banco de Desenvolvimento da China

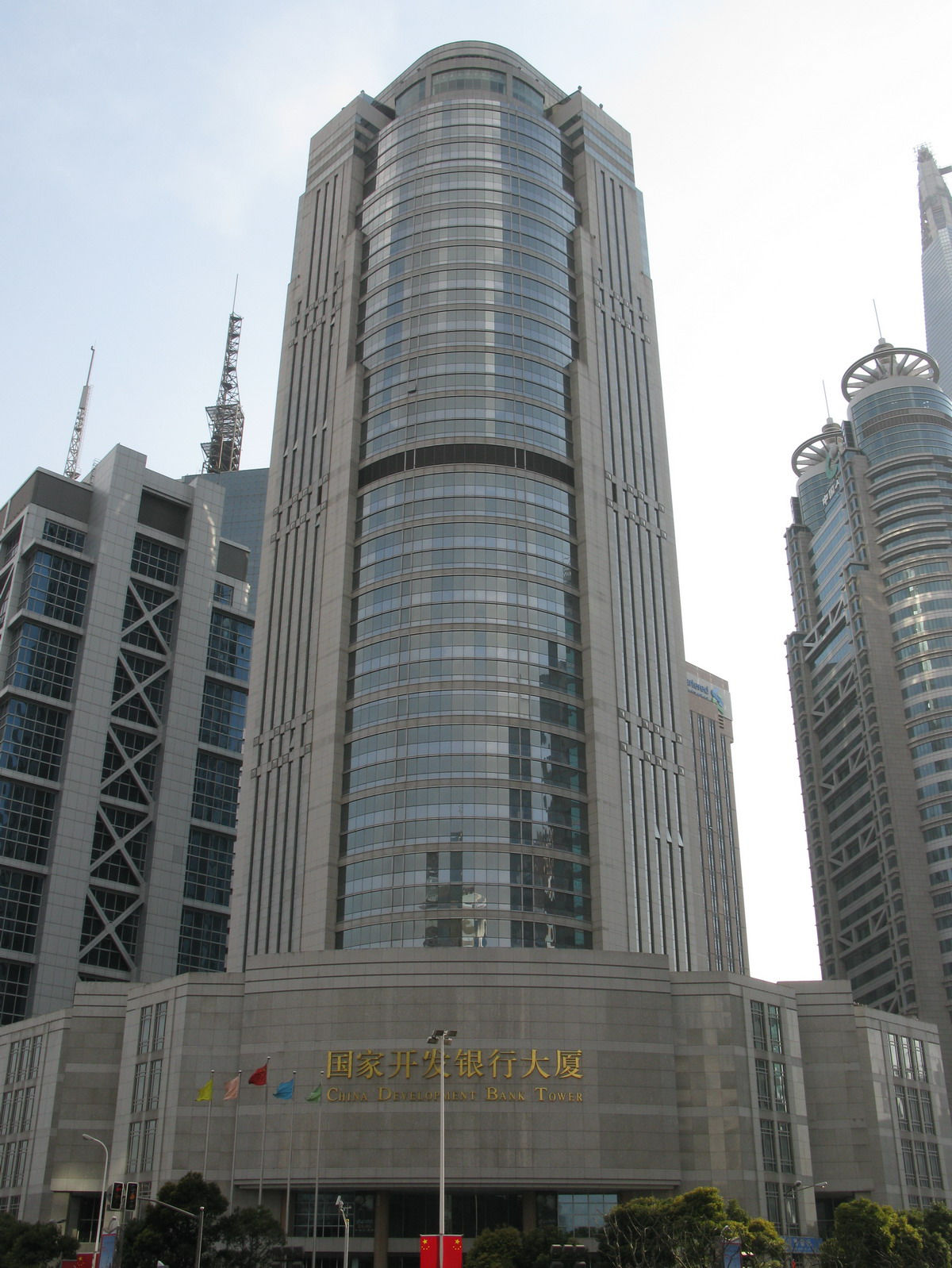
A Torre do Banco de Desenvolvimento da China em Xangai

O Banco de Desenvolvimento da China (chinês tradicional: 國家開發銀行, chinês simplificado: 国家开发银行, pinyin: Guójiā Kāifā Yínháng) é um banco de desenvolvimento da República Popular da China (RPC) , liderado por um ministro do gabinete do governador nível, sob a jurisdição direta do Conselho de Estado. Como um dos três bancos de política na China, é responsável por arrecadar fundos para projetos de infraestrutura de grande escala, incluindo a Barragem das Três Gargantas e o Aeroporto Internacional de Shanghai Pudong. Estabelecido pela Lei de Bancos de Políticas de 1994, o banco é descrito como o motor que impulsiona as políticas de desenvolvimento econômico do governo nacional.
As dívidas emitidas pelo Banco de Desenvolvimento da China são de propriedade de bancos locais e tratadas como ativos livres de risco de acordo com as regras de adequação de capital propostas da República Popular da China (ou seja, o mesmo tratamento que os títulos do governo da RPC). O banco é o segundo maior emissor de títulos na China depois do Ministério das Finanças. Em 2009, representava cerca de um quarto dos títulos em yuan do país e é o maior credor em moeda estrangeira.